# Дуби-велетні (Ківерцівський район)
Дуби́-ве́летні — ботанічна пам'ятка природи місцевого значення в Україні. Розташована в межах Луцького району Волинської області, на схід від села Муравище. 
Площа 0,5 га. Статус присвоєно згідно з рішенням Волинського облвиконкому від 31.10.1991 року № 226. Перебуває у віданні філії «Ківерцівське лісове господарство», Муравищенське л-во, кв. 21, вид. 25. 
Статус надано для збереження трьох дубів віком понад 200 років. Діаметр стовбурів — 1,3 м, висота дерев — 24-25 м. 

## Галерея

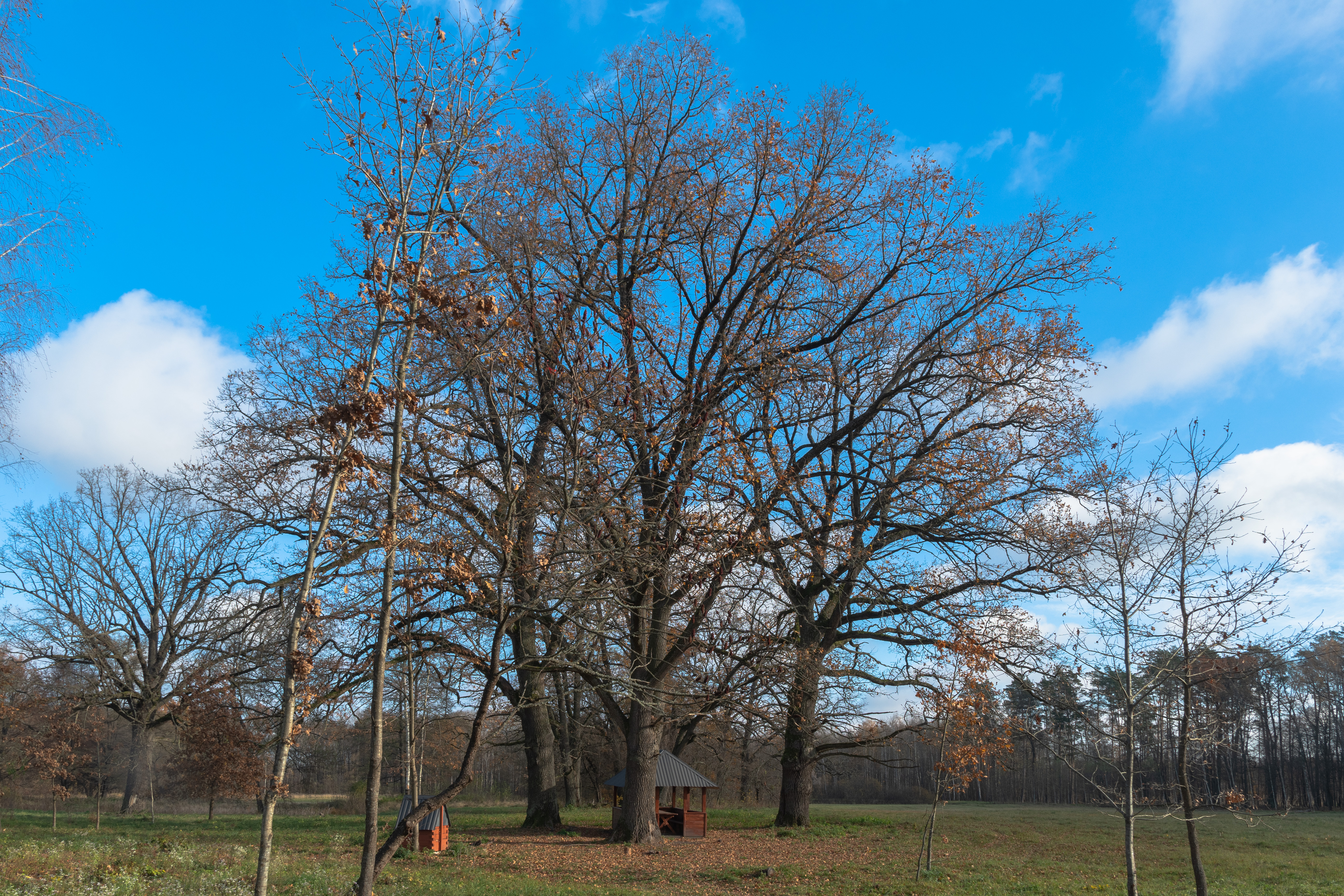